# Colegio Mayor Universitario Pedro Cerbuna
El Colegio Mayor Universitario Pedro Cerbuna es un colegio mayor mixto y público, perteneciente a la Universidad de Zaragoza, con capacidad para 260 alumnos y 15 graduados en habitaciones individuales y exteriores, y 7 apartamentos para profesores e invitados. Fundado en el curso 1924-1925 por la Universidad, es el colegio mayor más antiguo de España.
En el aspecto cultural, las actividades realizadas en el CMU Pedro Cerbuna están históricamente muy enraizadas en la ciudad de Zaragoza (cine, teatro, música, conferencias, concursos),... enriqueciendo la vida colegial.

## Historia

### El origen: la Residencia Universitaria de Zaragoza en el Paseo Ruiseñores (1924-1936)
El origen del Colegio Mayor Cerbuna se encuentra en la Residencia de Estudiantes de la Universidad de Zaragoza, que comenzó a funcionar en el curso 1924-1925. Su inauguración oficial tuvo lugar el 26 de febrero de 1925, dentro de los actos de celebración del "Día de la Universidad", contando con la asistencia del Rey de España, Alfonso XIII. Posteriormente, la Residencia comenzó a usar el nombre de "Colegio mayor del fundador Don Pedro Cerbuna", en homenaje a quien era el fundador y mecenas de la Universidad, ya que gracias a su voluntad personal se puso en marcha esta institución el 24 de mayo de 1583.
En la primera etapa, la Residencia estuvo dirigida por Miguel Allué (1924-1927), y después de Carlos Riba García (1929-1936).
De acuerdo con las "Proposiciones para el buen régimen de la Residencia de Estudiantes de la Universidad de Zaragoza" aprobadas por el Claustro en 1923, la Residencia estaba regida por un patronato, formado por el rector, un decano, un catedrático por cada Facultad, dos profesores auxiliares, el director de la Residencia y el secretario general de la Universidad. Nombrado por el rector, el director debía vivir en la Residencia.
El edificio se levantó en el Paseo de Ruiseñores, número 23. Constaba de tres plantas con 37 plazas disponibles (dormitorios y cuartos de aseo), una sala de visitas, otra de recreo, aula de idiomas, comedor, biblioteca, salón de actos y capilla. También se le dotó de diversas instalaciones de recreo: campos de fútbol, de tenis, frontón para juego de pelota, gimnasio y piscina.
La Residencia organizó numerosas actividades para sus residentes y se convirtió, en lugar de visita habitual para muchos estudiantes y antiguos alumnos de la Universidad, que pasaban por Zaragoza. Siguió funcionando hasta el inicio de la guerra, permaneciendo clausurada hasta 1939.
En el decreto del 19 de febrero de 1942, se cita al "Colegio Mayor de Pedro Cerbuna en Zaragoza" como colegio mayor en la categoría de los ya existentes.

### La posguerra: segunda sede en la Gran Vía (1942-1950)
La guerra civil marcaría el fin de la etapa fundacional. La Universidad de Zaragoza, comenzaría de nuevo a funcionar en septiembre de 1939, pero la Residencia ya no volvió a abrirse hasta 1942, fijando su sede en la Gran Vía (hoy paseo Fernando el Católico, n.º 2). Los cuatro pisos que componían el Colegio, alojaban a un centenar de estudiantes. Las actividades más sobresalientes de estos años fueron:
- La Tertulia Literaria, por donde pasaron para impartir sus enseñanzas, personajes tan sobresalientes como Gerardo Diego, Carmen Conde, Eugenio Frutos, José María Pemán, Antonio Beltrán Martínez, Luis Horno Liria, Ricardo del Arco, Federico Torralba...

- La Tertulia Musical donde se formó un coro de sesenta colegiales.

- La Revista Cerbuna, que nació en el curso 1945-1946, con ocho páginas con artículos que hablaban de cultura, sociedad, deportes.

- Recitales-conciertos, premios literarios para universitarios españoles e hispanoamericanos (curso 1948-1949), colaboraciones recíprocas con la prensa local: El Noticiero, Amanecer o Heraldo de Aragón.

Será también por estos años, cuando se sugiere formar una Asociación de exalumnos Cerbuna, manera de entrelazar generaciones y aportar experiencias, coordinar iniciativas y sugerencias.
En los años 40, la organización y dirección del Colegio venía determinada por la Ley de Ordenación Universitaria. El director fue Fernando Solano Costa, profesor de Historia Moderna; el subdirector, Pedro Altabella, capellán.

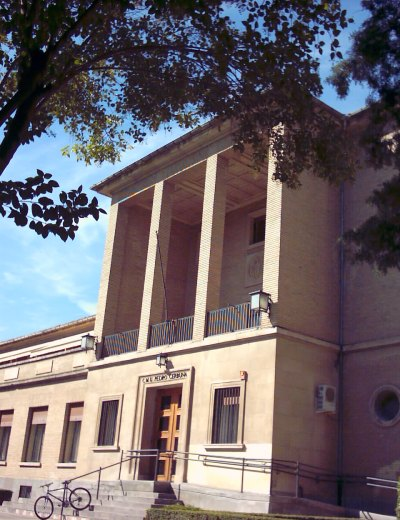

### Los comienzos de la definitiva sede: años 50
En el curso 1950-1951, se terminó la construcción de la nueva y definitiva sede del Cerbuna, en la Ciudad Universitaria del Campus de San Francisco, frente a las antiguas instalaciones de la Sociedad Hípica Militar. La nueva sede fue inaugurada el 22 de abril de 1951 por el ministro de Educación Nacional José Ibañez Martín.
El director por esos años fue el catedrático de derecho político: Nicolás Ramiro Rico, quién impregnaría un profundo cambio en el estilo del Colegio, y que sustituyó a Solano tras las protestas de los colegiales. Este periodo estuvo caracterizado por la liberalización y flexibilidad en el mando.

### Años 60
Desde 1957 hasta 1964, ocupará el cargo de director, el catedrático de farmacología Pascual López Lorenzo, desarrollándose durante estos años, un amplio abanico de actividades, destacando sobre todo las musicales:
Grupos como Los Panchos (1955), Los Cow-Boys (1956), Los Húsares del Emperador (1957), El Quinteto Cerbuna (1958) o el montaje colectivo de la parodia musical titulada "Tragicomedia de la Paca, o el que la sigue, la mata".
Es también el tiempo de la residencia de numerosos estudiantes procedentes de Perú y Colombia. La carrera escogida por un gran número de ellos fue Medicina, y en la actualidad ejercen bastantes la profesión en España.
La relación con otros colegios mayores de la Universidad, se centró principalmente en el Colegio femenino de Teresianas, que ocupó los pisos de la Gran Vía donde estuvo el Cerbuna.
El doctor Eduardo Gálvez, profesor de la Facultad de Ciencias, creó una escuela de aficionados a la papiroflexia, haciendo en el Colegio exposiciones con gran éxito. Por las vitrinas del Colegio, en la actualidad, pueden verse sus obras y las de sus alumnos.
El tiempo libre extra-colegial era ocupado, por la escasez monetaria, en frecuentar bares baratos: el Viejo Paraguas, en la plaza San Francisco; la Cochera en la calle Casa Jiménez. Las Vegas era poco frecuentado por los cerbunos, tan solo lo hacían los residentes pudientes.
Pascual López Lorenzo en las Memorias, reconoce el privilegio de dirigir en estos años 60 el Cerbuna, y "ser partícipe de las ilusiones y afanes de jóvenes estudiantes, estar inmerso en su futuro y su educación, en cierta manera en su porvenir, es aventura gratificante y riesgo que merece la pena correr".
Los colegiales de entonces, recuerdan aquellos años como tranquilos, en comparación con los que habrían de venir.

### Los cambios políticos: años 70
Como consecuencia de los cambios sociales y políticos que se produjeron en la Universidad española, a finales de los sesenta, la vida del Colegio también se fue complicando, llevando a constantes enfrentamientos de los colegiales con las Fuerzas de Orden Público. El mismo Celso Gutiérrez Losa, director durante los años 1965-1971 recuerda, en las Memorias del Cerbuna, el ensombrecimiento de la atmósfera de armonía, como consecuencia de factores externos al Colegio, que con virulencia habían irrumpido en la Universidad y en otras colectividades y que, tendría su máximo exponente, a nivel mundial, en el «Mayo francés del 68».
Los universitarios, requerían una participación más activa, y se veían capacitados para representar a la sociedad en las demandas de cambio.
Se hicieron modificaciones importantes en el edificio, para el desarrollo de la vida diaria. Hacia 1965 se abrió el bar en el sótano, instalándose junto a él el gimnasio. También se abre una sala de música en la primera planta sobre el comedor, las habitaciones de la planta inferior se acondicionan hacia 1970, y se modernizó y renovó el salón de actos.
Las actividades culturales, recreativas y lúdico-festivas, fueron en estos años apasionadas. Cualquiera de ellas: Las conferencias, los coloquios sobre aspectos políticos y de oposición al Régimen, los recitales de canciones protesta de José Antonio Labordeta, Joaquín Carbonell o la Bullonera (con problemas de censura y control policial), el teatro o la revista mural, crítica y satírica titulada "La Carraca", fueron el reflejo de la disconformidad, del descontento, un vehículo para la protesta.

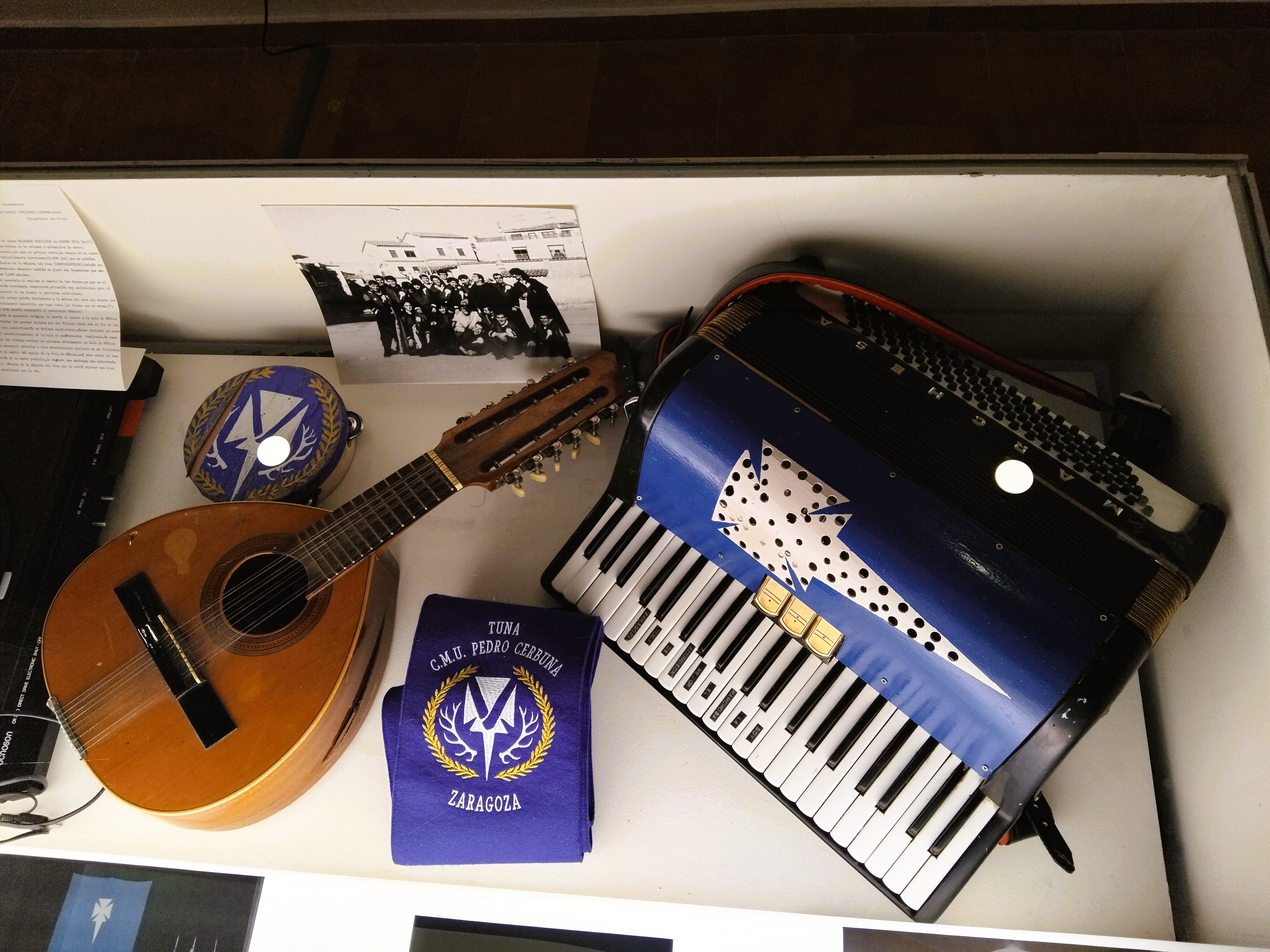
Subo esta foto de la Exposición por el Centenario del CMU, no creo que haya problemas por derechos de autor, ya que es en un espacio Público.

Especial atención merecen la Sección de Papiroflexia, coordinada por Eduardo Gálvez Laguarta y la Tuna del Colegio presentada en la fiesta de Santo Tomás de Aquino en 1966.
Es de destacar también en estos años, las sesiones cinematográficas de carácter gratuito para los colegiales, que luego desembocó en el Cine-Club.
En 1968, y con motivo de la celebración de las Bodas de Plata del Colegio, se lleva a cabo, la vieja aspiración de crear una Asociación de Antiguos Colegiales del Cerbuna.
En 1971 José Cerezo Mir, catedrático de Derecho Penal, relevó en el cargo de director a Celso Gutiérrez Losa, ocupando el puesto hasta 1974.
Importantes actividades culturales se llevaron a cabo durante estos años: "Muestra de Pintura Aragonesa actual" (con obras de José Beulas, José Luis Cano, Antonio Saura y Pablo Serrano, entre otros) que tuvo lugar, en la sala de exposiciones, inaugurada entonces en el Colegio.
El Cine-Club se inauguró el 15 de noviembre de 1973, con la película Al este del Edén, de Elia Kazan.
La Sección de fotografía, adquirió un gran prestigio a nivel nacional.
Se crearán nuevas instalaciones en el edificio: apartamentos para profesores en el último piso, se trasladó del bar del sótano al actual emplazamiento y se instaló el autoservicio en el comedor.
José Luis Viviente Mateu (1974-1981), catedrático de Geometría Diferencial, ocupó el cargo de director tras la renuncia del anterior, y esta época se caracterizará en el aspecto colegial y sociocultural, por la intensa actividad del llamado "Sanedrín" o Consejo Colegial, órgano que permitía la participación de los colegiales en el desarrollo de la vida del colegio. El Consejo Colegial estuvo constituido por el Equipo de Dirección, los presidentes de las Academias (Ciencias, Derecho, Medicina, Literatura), un representante de cada promoción y un representante de cada grupo de actividades (biblioteca, teatro, música, fotografía, club de prensa, electrónica, cine, deportes, etc.).

### Consolidación de la democracia: años 80
Paralelo a los cambios en España, durante la transición política, el Colegio inicia un período en el que, bajo la dirección de Joaquín Lomba Fuentes, catedrático de Filosofía, (1981-1983), se redacta un borrador de nuevos estatutos más participativos. Joaquín Lomba, señala en las Memorias, que en este borrador la primera condición era que "su Director no fuese designado, como hasta entonces, directa y exclusivamente por el Rector, sino por el propio Cerbuna, a golpe de urnas y papeletas".
A partir de entonces, los consejos colegiales serían aún más importantes, ya que, se decidiría todo: organización laboral, actividades culturales, reformas en el edificio, admisiones, sanciones,...
Así pues, será en este período, cuando se elaboren definitivamente los nuevos estatutos, además de otra nueva gestión, como la incorporación del personal de servicios a la plantilla de la Universidad.
Es en estos años, cuando se reforma el comedor, atendiendo a la idea del Rectorado de que el Cerbuna, alojara un comedor universitario, no sólo para los residentes del Colegio sino para las colegialas del Santa Isabel, y para todo el profesorado que lo precisara. Se ganó espacio para la zona: la cuarta parte de la sala central (ocupada anteriormente por el autoservicio) y la sala posterior (la que da a la pista de tenis). Con esta reforma, casi se duplica el espacio dedicado al comedor, y así el autoservicio pudo aislarse de forma independiente. También, se construyó un nuevo comedor para el servicio, y se acondicionaron dos locales para almacén de víveres, situados en un lugar de fácil acceso desde la cocina.
Uno de los cambios más importantes que ha experimentado tuvo lugar en el curso 1988-1989, cuando se incorporaron las dos primeras mujeres a un centro que durante 64 años había sido solo para varones.
El siguiente director del Colegio, será el catedrático de derecho romano Esteban Varela Mateos (1984-1989), que recuerda en las Memorias, la conversión en mixto del Colegio mayor y, los desvelos y preocupaciones ocasionadas por las novatadas a los nuevos residentes.

### Años 90
Los Estatutos fueron aprobados en 1991, bajo la dirección de Manuel Calvo (1989-1995), profesor titular de Filosofía del Derecho. En 1995, le releva en el cargo Fernando López Ramón (1995-1997), y tras él, dirigió el colegio el profesor de Geografía, Ángel Pueyo Campos (1997-1999).
Destacar de estos años la celebración del aniversario de los 75 años desde su fundación, acompañada de diversos actos organizados en colaboración con la Asociación de Antiguos Colegiales.
La consolidación del Cineclub Cerbuna, así como la organización de varios concursos (Zerburrock, fotografía,...) han convertido en los últimos años al Colegio en un referente en la vida cultural universitaria y de Zaragoza en general.

### Años 2000
José Luis Múzquiz (1999-...), profesor de la Facultad de Veterinaria, desempeña el cargo de dirección.
Destacar, entre muchas otras cosas, el cumplimiento en el año 2002 de la tan deseada de conexión de red en todas las habitaciones o de la implicación en los últimos años del Colegio hacia la ecología.

### Actualidad del Colegio
En la actualidad la dirección del centro la ostenta Natalia Sobradiel Sierra (desde el curso 2021-2022) profesora contratada y doctora de la facultad de educación.
En estos últimos años, la vida del Colegio Mayor, se ha ido desarrollando con la actividad y el dinamismo que le ha caracterizado, en estos más de 90 años de existencia. Se siguen realizando numerosas y variadas actividades, en las que se implican todos los cerbunos y cerbunas, haciendo que los años pasados en el Colegio, se transformen en un suspiro.
En el curso 2023-2024 se notifico a los colegiales la suspensión del servicio de pensión completa de manera inminente el jueves 1 de febrero de 2024. La noticia se dio en una asamblea general extraordinaria convocada el lunes 22 de enero en la que estuvieron presentes la administradora del colegio mayor (Amalia izquierdo), el gerente de la Universidad de Zaragoza (Alberto Gil Costa) y la vicerrectora de estudiantes y empleo (Ángela Rosa Alcalá Arellano), además de la dirección del colegio mayor al completo. En la asamblea se comunico a los colegiales presentes la situación a la que se enfrentaba el servicio de comedor y por extensión los colegiales, esta era la ya mencionada, es decir, la suspensión de manera inmediata del servicio de comedor (ofrecido hasta entonces por la empresa Educater) a partir del jueves 1 de febrero. Como se comunico esto se debió a que el pliego administrativo sacado a concurso por la universidad para cubrir el servicio había quedado desierto. 
En la reunión los colegiales exigieron explicaciones a la vicerrectora y al gerente de la universidad además de soluciones para la situación. Las exigencias de los cerbunos y cerbunas quedaron insatisfechas tras esta primera asamblea extraordinaria de la que tan solo se saco en claro promesas por parte de la gerencia y el vicerrectorado de estudiar la situación y la creación de una comisión de propuestas para el comedor abierta a todos los colegiales que deseasen proponer soluciones. 
Ante la falta de soluciones los colegiales deciden organizar una manifestación en el campus San Francisco el día 22 de enero a la que asistieron la mayor parte de los cerbunos y cerbunas, además se convocó a los medios de comunicación para dar una mayor difusión al evento y a las reclamaciones de los colegiales.
En los días sucesivos tras una serie de reuniones entre la dirección del CMU y las respectivas figuras de la universidad de decide la devolución total de la cuota del comedor además de una reducción del precio base por habitación (reducción hecha con la intención de que los colegiales no tuviesen que pagar más de lo habitual para abastecerse con los alimentos necesarios), también se aseguro por parte de la gerencia de la universidad el comienzo del trámite para la presentación de un nuevo pliego para reanudar el servicio de pensión completa en el curso 2024-2025.
Las promesas del vicerectorado y de la gerencia de la universidad hacia los colegiales se materializaron con la publicación el 13 de febrero de 2024 de un nuevo pliego de urgencia para la contratación y renovación del servicio de comedor hasta el curso 2026, el nuevo pliego se doto de una mayor cuota económica además de contar con otra serie de ventajas no fiscales para promocionar el proceso a ojos de empresas privadas, y evitar así lo sucedido en el pliego anterior. A este proceso se presentaron dos empresas interesadas, Educater (la empresa que proveía de servicio con el anterior contrato) y Serunion. A fecha de 15 de marzo de 2024 el proceso ya estaba cerrado, finalmente la empresa elegida para prestar servicio hasta el curso 2026 fue Educater.
Así pues, los servicios e instalaciones del CMU Pedro Cerbuna, prosiguen su renovación constante en el empeño de todos, por hacer más agradable la estancia y, dotarle de un ambiente propicio para tomar contacto con el conocimiento, la cultura, el ocio y la vida en grupo.